# 鹿屋航空基地史料館
鹿屋航空基地史料館（かのやこうくうきちしりょうかん）は、鹿児島県鹿屋市西原にある海上自衛隊の航空史料館である。
昭和48年（1973年）12月に開館し、平成5年（1993年）7月には「新史料館」としてリニューアルオープンした。大日本帝国海軍鹿屋航空基地時代から現代の海上自衛隊に至るまでの写真や文献、実機（復元）等を展示することによって、戦争・神風特別攻撃隊の実態、現代海上自衛隊の装備の変遷・活動等を明らかにし、それによって国家を守ることの意味が理解されることを企図している。
保管資料数は約5500点である。

## 屋内展示
史料館の見学順路は2階から始まる。2階フロアは、大日本帝国海軍時代における「海軍精神」、「実力の養成～海軍航空隊の発展～」・「海軍航空兵力の興亡～航空用兵思想の変遷」・「特攻作戦」のコーナーがあり、特に「実力の養成～海軍航空隊の発展～」では、垂水市浜平の海岸で引き揚げられたものと旧加世田市吹上浜で引き揚げられたものを合体復元した「零式艦上戦闘機52型丙」（下写真）が展示してあり、コックピットを見学することもできたり、知覧特攻平和会館と同じく、神風特別攻撃隊員の遺書や遺影も展示されている。
順路は一階へと続き、一階フロアでは海上自衛隊の装備・活動が展示されている。「海上自衛隊の発展」・「国防を支える人々と航空技術」・「海鷲たちの系図」・「ソマリア沖・アデン湾における海賊対処活動」のコーナーに続き「海上自衛隊の発展」では、警察予備隊時代の海自創生期の記録が公開され、「国防を支える人々と航空技術」では、航空機や兵器の製造技術の発展が主な展示内容で、ハープーン対艦ミサイルや、短魚雷・航空機用のエンジンが見られる。また、P-2対潜哨戒機のコックピットや、乗組員の座席がディスプレーされている。「海鷲たちの系図」では、実機のHSS-2B(S-61A)救難ヘリコプターや、海上自衛隊員の制服があり、さらに「ソマリア沖・アデン湾における海賊対処活動」へと続く。ここでは、P-3Cや隊員の派遣の記録や、隊員達が身に着ける装備の展示もある。

## 屋外展示機

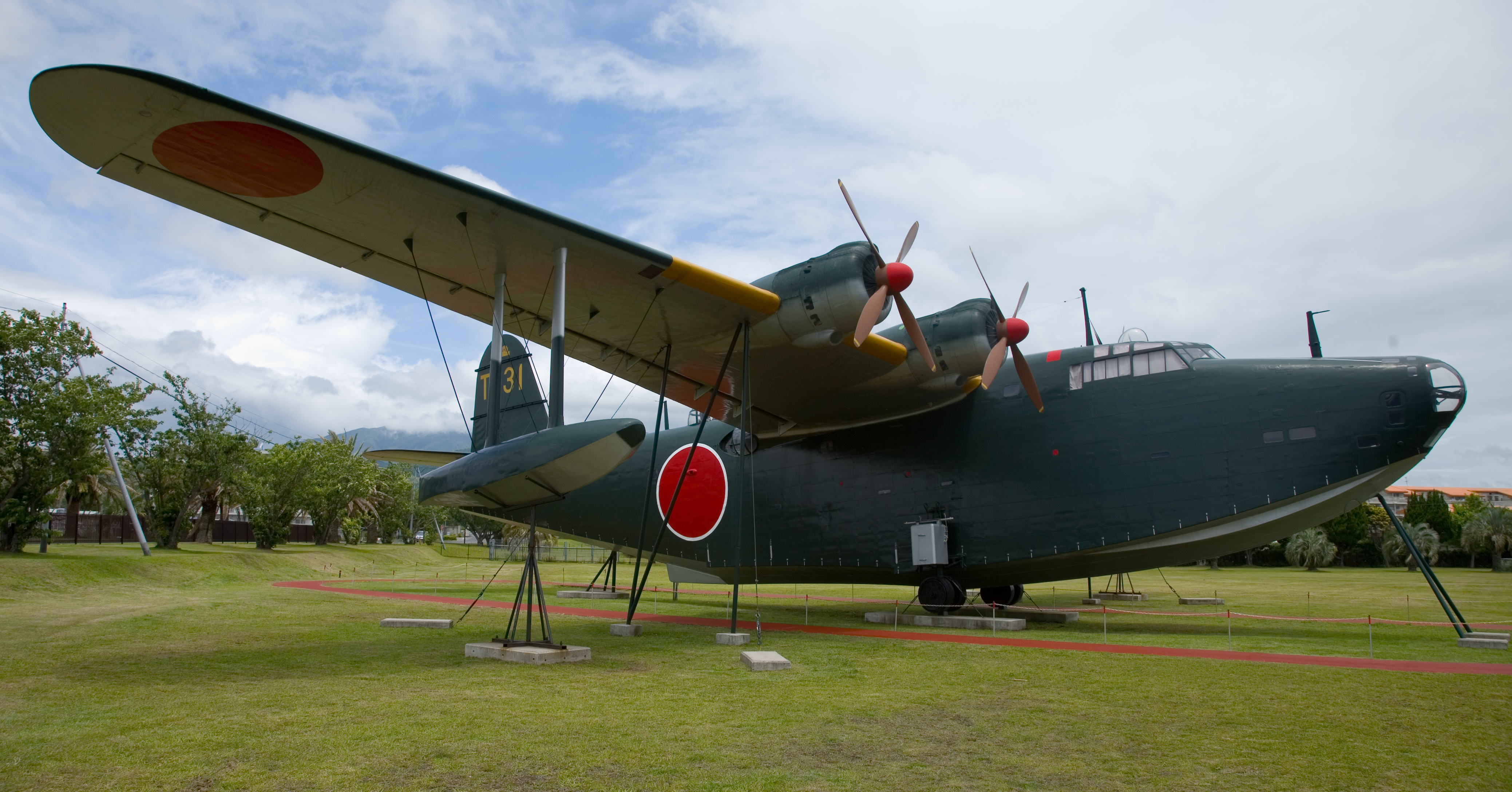
二式大艇

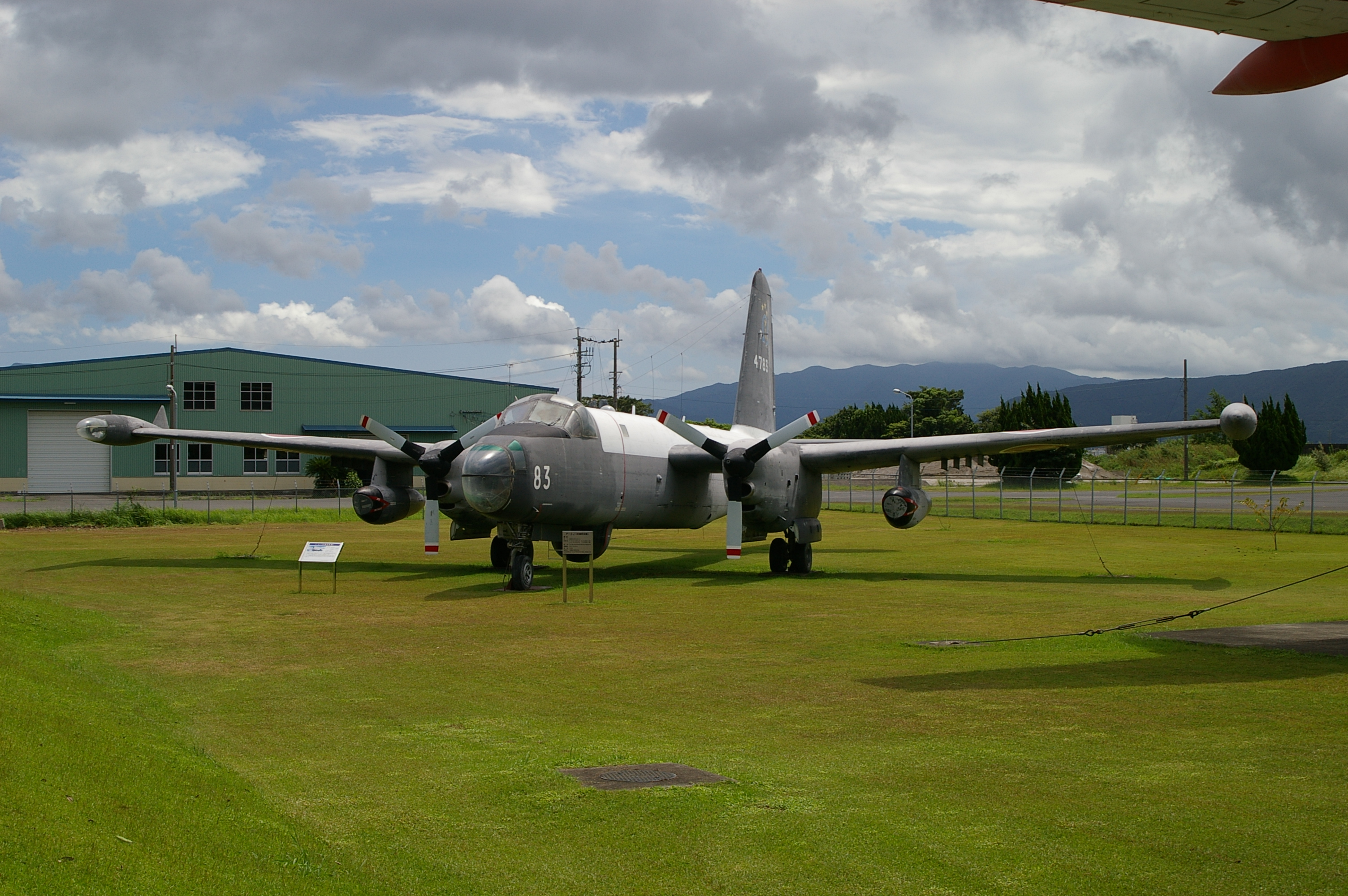
P-2J

屋外には、過去に装備された機体の展示がある。以下に展示機を列挙する。（機名、((運用者名))）

### 展示中
- 二式大型飛行艇（大日本帝国海軍）
- US-1A（海上自衛隊）
- P-2J（海上自衛隊）
- P2V-7（海上自衛隊）
- KM-2（海上自衛隊）
- S2F-1（海上自衛隊）
- T-34A メンター（海上自衛隊）
- R4D-6Q（海上自衛隊）
- OH-6J（海上自衛隊）
- KV-107ⅡA-3（海上自衛隊）
- HSS-2A（海上自衛隊）
- ベル47G-2A（海上自衛隊）
- P-3

### 過去の展示物
- SNJ-5【T-6】（海上自衛隊）